# Сергеевское сельское поселение (Пограничный район)
Сергеевское се́льское поселе́ние — сельское поселение в Пограничном районе Приморского края.
Административный центр — село Сергеевка.

## История
Статус и границы сельского поселения установлены Законом Приморского края от 6 декабря 2004 года № 184-КЗ «О Пограничном муниципальном районе»

## Население
| 2010  | 2011  | 2012  | 2013  | 2014  | 2015  | 2016  |
| ----- | ----- | ----- | ----- | ----- | ----- | ----- |
| 6074  | ↘6051 | ↗6095 | ↘6071 | ↗6124 | ↗6151 | ↘6012 |
| 2017  | 2018  | 2019  |       |       |       |       |
| ↗6070 | ↗6156 | ↘6136 |       |       |       |       |

## Состав сельского поселения
В состав сельского поселения входят 4 населённых пункта:
| № | Населённый пункт | Тип населённого пункта       | Население |
| - | ---------------- | ---------------------------- | --------- |
| 1 | Дружба           | село                         | ↘50       |
| 2 | Пржевальская     | железнодорожная станция      | ↘115      |
| 3 | Сергеевка        | село, административный центр | ↘3728     |
| 4 | Украинка         | село                         | ↘127      |

## Местное самоуправление
Администрация
Адрес: 692584, с. Сергеевка, ул. Колхозная, 22-А. Телефон: 8 (42345) 24-3-26
Глава администрации
- Мартыненкова Тамара Владимировна — с 2005 по 2010 гг
- Старченко Ирина Васильевна — с 2010 по 2015 гг
- Кузнецова Наталья Владимировна — с 2015 по настоящее время